# 河村若芝

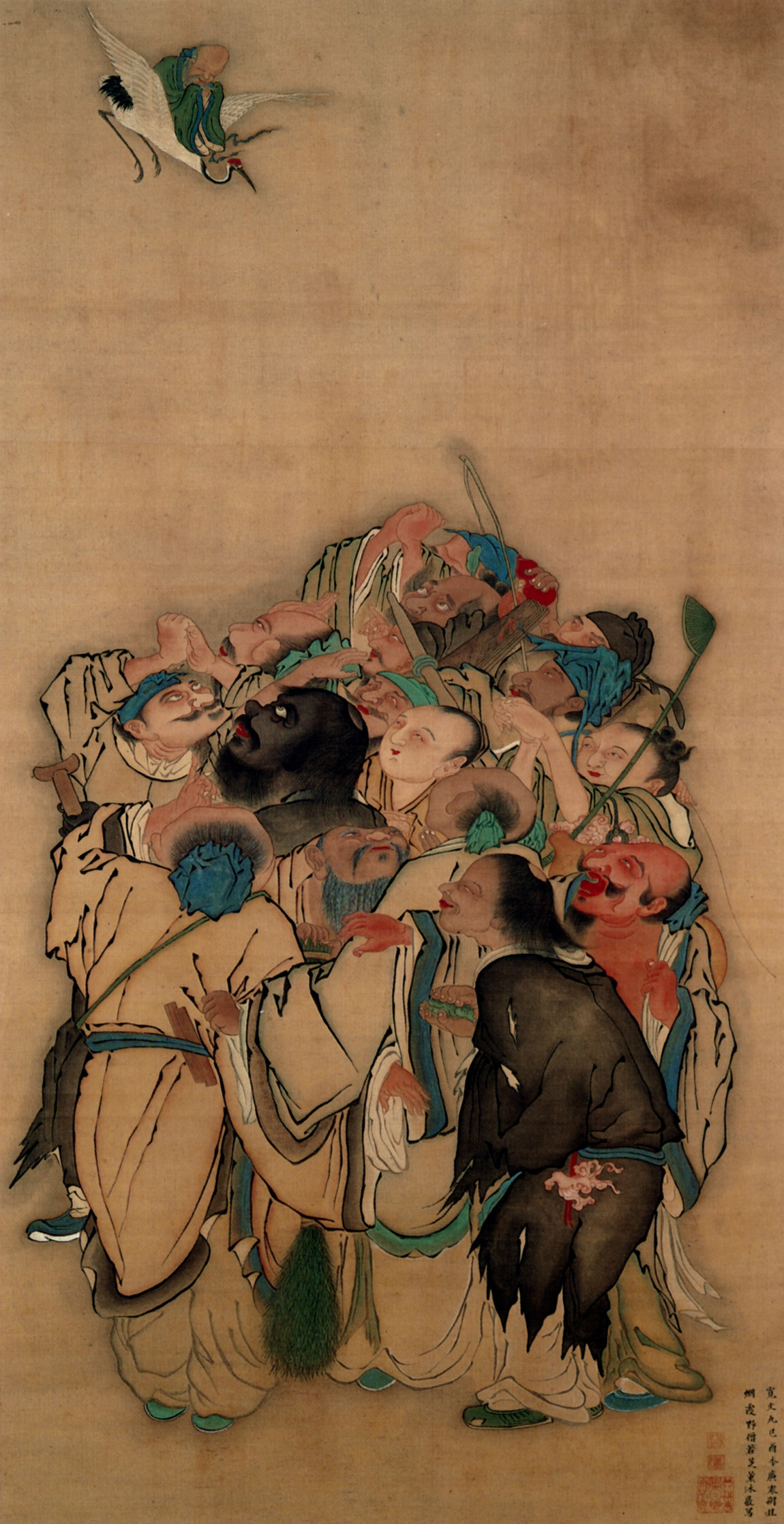
群仙星祭図 1669年 絹本着色 神戸市立博物館

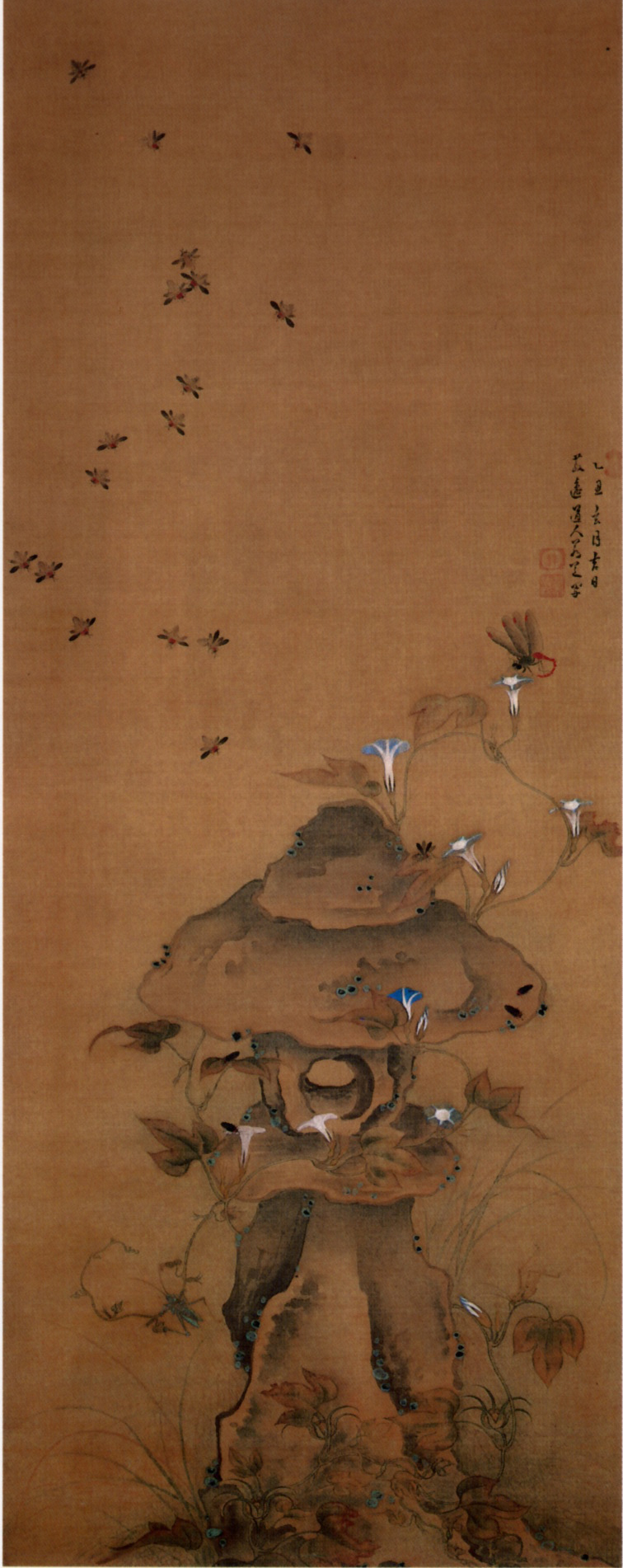
石灯篭図 1685年 絹本着色 個人蔵

河村 若芝（かわむら じゃくし、寛永15年（1638年） - 宝永4年10月1日（1707年10月25日））は、江戸時代前期に長崎で活躍した画家・工芸家。逸然に就いて画を修め、長崎漢画の発展に尽くした。その奇矯な画様は伊藤若冲や曾我蕭白などの「奇想の画家」のルーツとされる。また、腐食象眼の技を学び鍔細工に優れた。
字を蘭渓、道号を道光、煙霞比丘（師から襲名）・風狂子・紫陽山人・散逸道人・普馨などと号した。また釈道光・意山和尚とも呼ばれた。

## 略伝
肥前国佐嘉の豪族龍造寺家の出自という。なんらかの理由で隠遁生活を送り、長崎に出て黄檗僧と交友するうち、逸然に就いて画を学ぶ。渡辺秀石とともに長崎漢画を代表する画人となり、ともに師と共通の画号である煙霞比丘を襲名。逸然と同じく、道釈人物図を得意とするが、山水図や花鳥画も画き、喜多元規風の頂相も画いている。若芝の画風は風狂子の画号通り奇矯な造形美を有し、後の伊藤若冲や曾我蕭白などの奇想の先駈けともいわれる。若芝流の祖となり、門下に上野若元・河村若軌・山本若麟・芦塚若鳳・牛島若融・上野若龍（写真家上野彦馬の父）らがつらなり幕末まで続いた。唐絵目利職になった小原慶山も一時若芝の門下にあった。また紀州の南画家祇園南海に中国絵画の添削指導を行ない、日本南画の発展に寄与した。
木庵から鉄腐象眼の金工技術を学び、若芝鐔工の開祖となった。二代目河村若芝はこの鐔工を継承し優れた刀鍔を残している。
法号蘭渓若芝上座。墓所は海雲山晧台寺後山。現在確認されている作品は50点余である。

## 出典

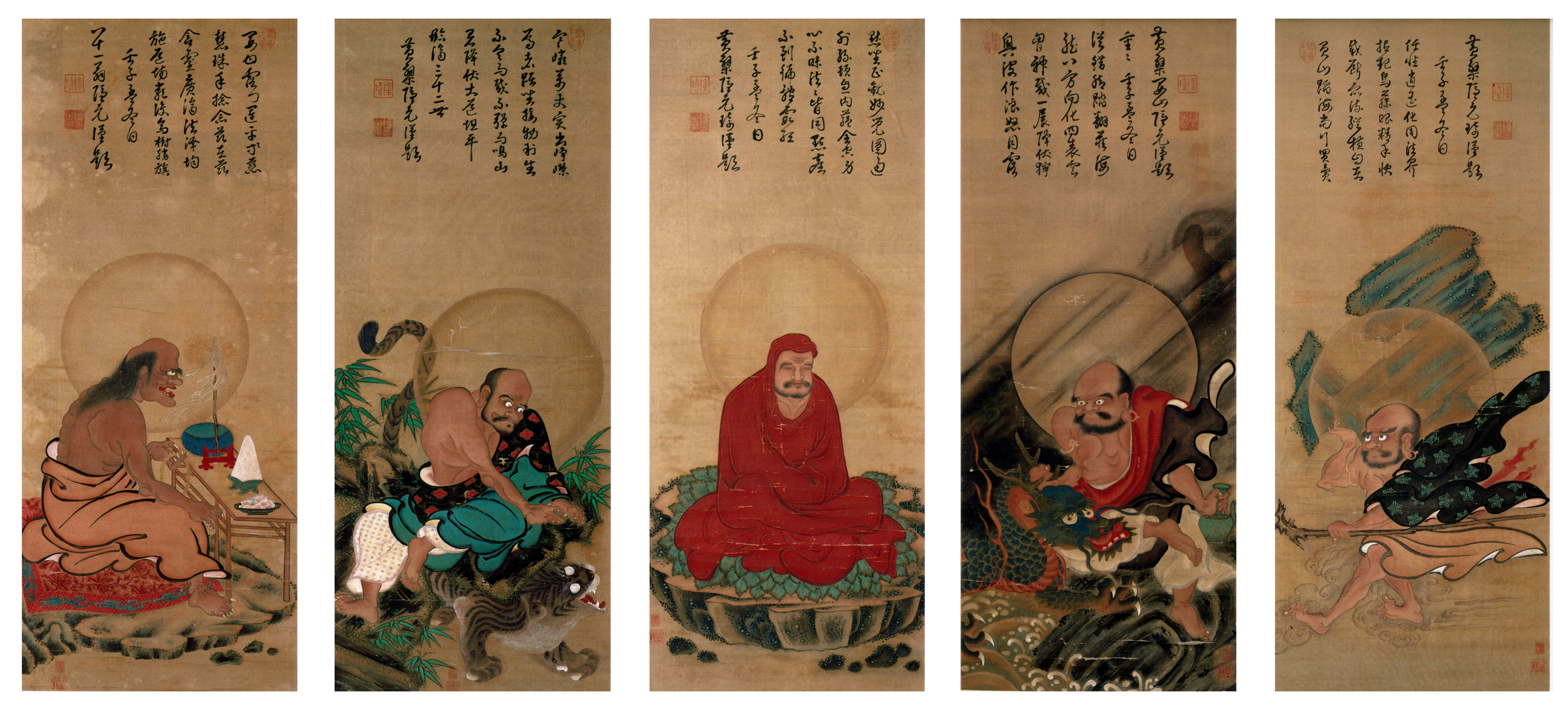
「十八羅漢図」のうち5幅 隠元賛 1672年 紙本着色 正明寺

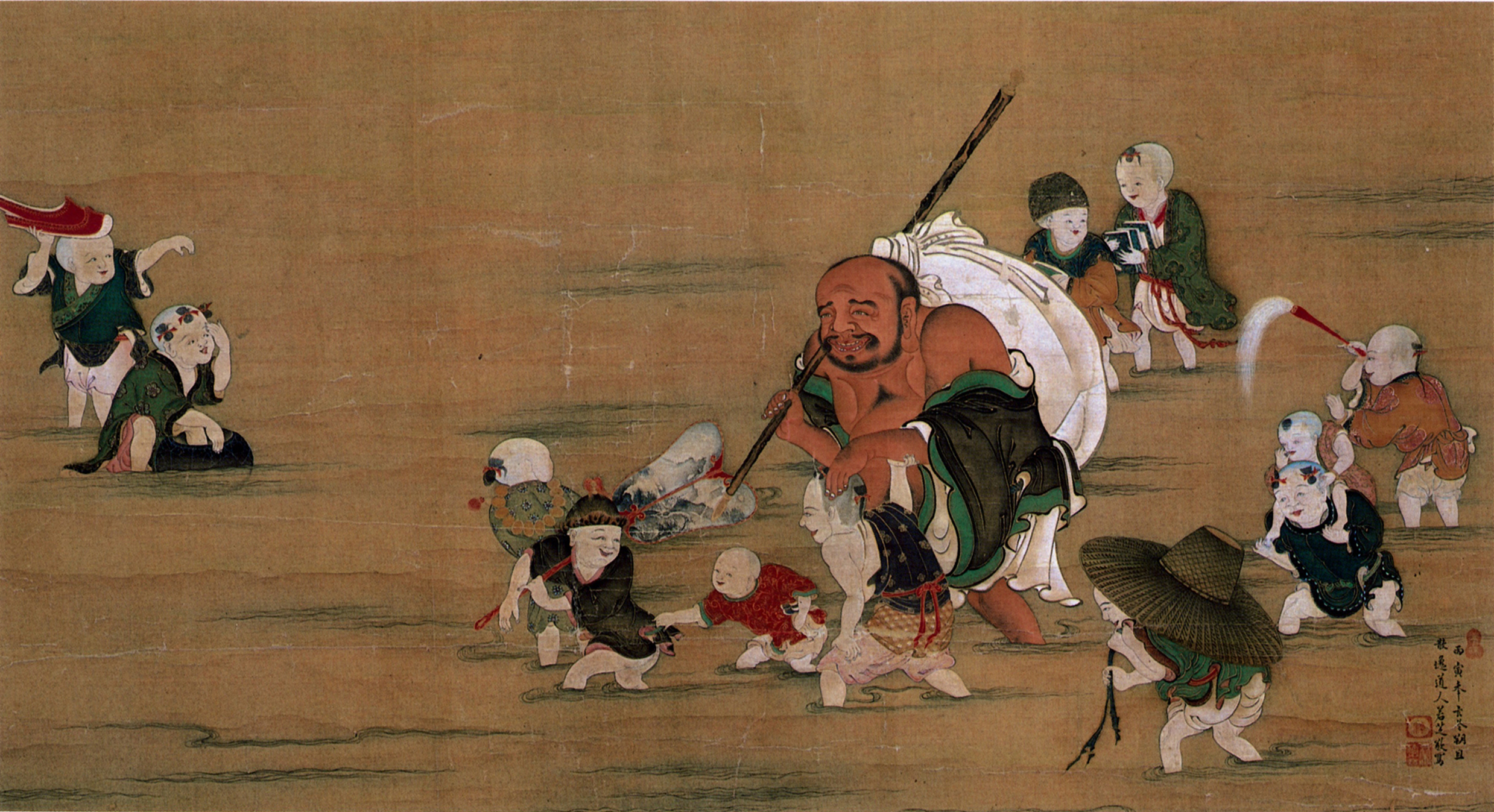
布袋渡水図 1686年 絹本着色 長崎歴史文化博物館

## 作品
| 作品名                     | 技法     | 形状・員数 | 所有者                           | 年代                             | 款記・印章                                                          | 備考                                           |
| -------------------------- | -------- | ---------- | -------------------------------- | -------------------------------- | ------------------------------------------------------------------- | ---------------------------------------------- |
| 群仙人星祭図               | 絹本著色 | 1幅        | 神戸市立博物館                   | 寛文9年11月1日（1669年12月23日） |                                                                     |                                                |
| 観音・難陀竜王・娑羯龍女図 | 絹本著色 | 3幅        | 聖福寺                           | 寛文12年2月1日（1672年2月29日）  |                                                                     |                                                |
| 十八羅漢図                 |          | 18幅       | 聖福寺                           |                                  |                                                                     | 前述の「観音・難陀竜王・娑羯龍女図」と一具か。 |
| 芦葉達磨図                 | 絹本著色 | 1幅        | 長崎歴史文化博物館               | 寛文12年7月（1672年）/同10月着賛 |                                                                     | 隠元隆琦賛                                     |
| 十八羅漢図                 | 絹本著色 | 18幅       | 正明寺（滋賀県蒲生郡日野町松尾） | 寛文12年10月（1672年）着賛       | 印章「蘭渓」朱文長方印・「若芝」白文方印                            | 隠元隆琦賛                                     |
| 韋駄天・緊那羅王図         | 絹本著色 | 対幅       | 崇福寺                           | 延宝元年7月1日（1673年8月12日）  |                                                                     |                                                |
| 山水図                     | 絹本著色 | 1幅        | 神戸市立博物館                   | 延宝3年12月1日（1676年1月15日）  |                                                                     |                                                |
| 達磨図                     | 絹本著色 | 1幅        | 神戸市立博物館                   | 貞享元年（1784年）着賛           | 款記「煙霞道人若芝敬寫」/「釋蘭渓印」朱文方印・「若芝氏」朱白文方印 | 高泉性潡賛                                     |
| 布袋図                     | 絹本著色 | 1幅        | 長崎歴史文化博物館               | 元禄8年（1695年）以前            |                                                                     | 高泉性潡賛                                     |
| 牡丹図                     | 絹本著色 | 1幅        | 本法寺                           | 元禄10年8月1日（1697年9月15日）  |                                                                     |                                                |
| 朱衣達磨図                 | 絹本著色 | 双幅       | 東京国立博物館                   |                                  | 款記「埜衲若芝薫浴敬寫」/「釋蘭渓印」朱文方印・「若芝氏」朱白文方印 |                                                |